# Jean-Claude Meunier
Jean-Claude Meunier (né le 7 décembre 1950 à Vierzon et mort le 9 décembre 1985 à Bourges) est un coureur cycliste professionnel français.
Son père Georges, son frère Alain et son neveu Nicolas ont également été cyclistes professionnels,.

## Palmarès
- 1969
  - Prix des Vins Nouveaux
  - 2e de Paris-Vailly
- 1970
  - Circuit boussaquin
  - 2e étape du Circuit de Saône-et-Loire (contre-la-montre par équipes)
  - 3e de Paris-Dreux
  - 3e de Paris-Auxerre
- 1971
  - 2e du Circuit des Deux Ponts
  - 2e du championnat de France militaires sur route
  - 2e de Paris-Dreux
- 1972
  - Paris-Saint-Pourçain
  - Grand Prix de la Trinité
  - Paris-Vierzon :
    - Classement général
    - 2e étape (contre-la-montre)

  - 1re étape du Tour de l'Avenir (contre-la-montre par équipes)
  - 2e du championnat de France sur route amateurs
  - 2e de la Milk Race
  - 3e du Circuit boussaquin
- 1973
  - Prologue de l'Étoile des Espoirs
  - 2e du Circuit du Pays de Waes
  - 2e de la Flèche d'or
- 1974
  - 1re étape de l'Étoile de Bessèges
  - 3e étape du Tour méditerranéen
- 1975
  - 2e du Grand Prix de Plumelec-Morbihan
- 1977
  - Paris-Vierzon :
    - Classement général
    - 2e étape (contre-la-montre)

  - 2e du Grand Prix de la Trinité
- 1978
  - 2e du Grand Prix des Grattons